# Bercaeopsis paulina
Bercaeopsis paulina är en tvåvingeart som först beskrevs av Hall 1937.  Bercaeopsis paulina ingår i släktet Bercaeopsis och familjen köttflugor. Inga underarter finns listade i Catalogue of Life.